# Inger Christensen
Inger Christensen, född 16 januari 1935 i Vejle, död 2 januari 2009, var en dansk poet som också har gjort sig känd som romanförfattare, pjäsförfattare och essäist, och var sedan 1978 ledamot av Danska akademien.
Hon debuterade 1962 med diktsamlingen Lys.
Huvudverken i hennes författarskap är Det, 1969, Alfabet (1981) och Sommerfugledalen. Et requiem (1991). De två första är översatta till svenska av Marie Silkeberg, medan den senare finns i en tvåspråkig utgåva med titeln Fjärilsdalen i Sven Christer Swahns tolkning.

## Biografi
Efter att ha avlagt examen vid Vejle gymnasium flyttade hon till Köpenhamn och senare Århus där hon studerade på lärarhögskolan. 1958 tog hon lärarexamen med tyska som huvudämne, och jobbade några år som landsortslärare i Djursland innan skönlitteraturen blev hennes huvudsakliga arbete, influerad bland annat av de tyska diktarna Novalis och Rainer Maria Rilke.
Mellan 1959 och 1976 var Christensen gift med författaren och kritikern Poul Borum. De har en son tillsammans.

### Temata
Döden, språket och dikten.

### Form och språk
Flera av Christensens verk är organiserade med hjälp av systematiska strukturer i samspel med hennes uppfattning om att poesi inte är sanning och inte en "dröm" om sanningen, men "ett spel, kanske ett tragiskt spel - vi spelar spelet med världen som spelar sitt eget spel med oss".

### Författarskap
Christensens författarskap genomgick till det yttre stora förändringar från de första diktsamlingarna Lys & Græs till de formexperiment som tar sig uttryck i de senare diktverken: Det, Alfabet, Digt om Døden och Sommerfugledalen där vart och ett av verken framställs som en sammanhängande dikt.

## Verk

### Lys&Græs
Christensens två första diktsamlingar Lys (1962) och Græs (1964) undersöker båda gränserna för självinsikt och språkets roll i perceptionen. 
Det finns vissa likheter mellan diktsamlingarna, inte minst i jämförelse med författarskapet som helhet. Som de båda korta, slagkraftiga titlarna antyder är naturen en viktig och återkommande faktor i båda verken. Det danska landskapet skildras både som den vackra natur det utgörs av och som metaforer för människans kännedom om sig själv. Titlarna pekar också på något annat i diktsamlingarna, nämligen att stämningen i Lys är mera öppen, medan den i Græs är mer jordbunden och sluten. Återkommande teman i både Lys och Græs är döden och dess oundvikliga närvaro i livet, samt ett återkommande intresse för språkets användning i relation till diktaren, diktandet och dikten.

### Systemdiktning
Inger Christensens författarskap brukar räknas till den danska modernismens tredje fas, som inbegriper ett nytt sätt att uppfatta subjektet, i förhållande till den äldre modernismen. Denna fas av modernismen inbegriper också systemdiktningen, som Christensens diktverk från och med Det kan sägas tillhöra.
I och med Det börjar Christensen använda sig av strukturer som skapas före samt blir en medproducent av innehållet. En teknik som också driver Alfabet, Digt om Døden och slutligen Sommerfugledalen.

#### Det
Diktsamlingen Det, som utgavs 1969, hör till Christensens största verk under 1960-talet. Som de flesta av hennes produktioner följer dikten en given struktur, som i sin helhet består av tre överordnade delar: Prologos, Logos och Epilogos. Det omfattande mittstycket, som bär titeln Logos, är först uppdelat i tre huvudavsnitt: scenen, handlingen och texten, som i sin tur ytterligare är indelade i åtta kategorier med åtta dikter vardera. 
Prologos börjar: "Det. Det var det. Så er det begyndt. Det er. Det bliver ved. Bevæger sig. Videre. Bliver til. Bliver til det og det og det". På så vis inleder diktens första "det" både en språklig och en naturlig skapelseprocess, som därefter utvecklas till såväl mer som mindre beståndsdelar. Christensen rör sig från det universella till mindre enheter, såsom städer, hus och människor, vilka metaforiskt bär det universella inom sig, samtidigt som de utgör en del av en större helhet. 
Diktsamlingen rymmer ett komplext innehåll inom ramen för en strikt disposition, vars struktur förmedlar ett slags rörelse. Den kan i sin helhet tolkas som en resa, vars tempo accelererar i takt med att strukturerna förändras, eller också som en utveckling, som på ordnivå åskådliggörs genom upprepningar. De språkliga formuleringarna tycks kontinuerligt frambringa mer språk, vilket innehållsmässigt resulterar i att en tanke föder en annan. 
Mer konkret utforskas sociala och politiska förhållanden, samtidigt som den på ett djupare plan undersöker existentiella frågor. Texten sammanfattar sin samtids aktualiteter samt ger utlopp för centrala frågeställningar som kännetecknar 1960-talet, exempelvis förhållandet mellan människa och djur, kvinnofrigörelse och ungdomsuppror. De väsentliga grundmotiven kan ofta formuleras i form av motsatspar; frihet och tvång, fruktan och kärlek samt makt och maktlöshet. Den avslutande delen Epilogos genomsyras av existentiell ångest, som kan tänkas karaktärisera den moderna människan, på samma gång som den symboliska resan genom diktsamlingens mikro- och makrokosmos avrundas.        

#### Romanexperiment
Under dessa år gav Christensen också ut romanerna Evighedsmaskinen (1964) och Azorno (1967) samt Det malede værelse (1976). Den sistnämnda är en ganska kort fiktiv berättelse som utspelar sig i Mantua, i Toscana, Italien. Berättelsen kretsar kring målaren Andrea Mantegna och hans skapande av det berömda rummet i Lodovico III Gonzagas palats. Boken är uppdelad i tre delar: den första delen utgörs av dagboksutdrag ur Marsilio Andreasis (Lodovicos sekreterare) dagböcker under många år, den andra delen handlar om dvärgkvinnan Nanas liv (Lodovicos dotter) och den tredje om Bernardino (Mantegnas eller Marsilios son, beroende på tolkning) som är på semester i Mantua. Verket är fyllt av hemligheter och olika tolkningsmöjligheter, många avslöjanden som skulle vara bra att veta vid läsandet av vissa stycken kommer först långt efter dessa stycken och således är omläsning ganska vitalt för en djupare förståelse.

### Det blomstrande författarskapet
År 1981 utgav hon diktsamlingen Alfabet. Den har en struktur som å ena sidan baserar sig på en talföljd upptäckt av den italienska matematikern Leonardo Fibonacci (Fibonaccis talföljd) och å andra sidan använder sig av alfabetets ordningsföljd. Brev i april använder sig av den franska komponisten Olivier Messiaens konstruktionsprinciper medan Sommerfugledalen använder sig av den klassiska diktformen sonett.

#### Alfabet
Alfabet är en strukturdikt.  Antingen är den en enda lång dikt eller en samling av många dikter, som alla följer en viss struktur. Verserna multipliceras enligt Fibonacci-serien, där de två sista talen räknas ihop så att den nästa alltid är deras summa. Christensen fortsätter med det här så länge hon orkar och vill. Men verket är mera än bara ett system. Christensen vill inte bara lista ut saker och ting för ordningens skull. Hon börjar med aprikosträden som finns. Hur finns de? Finns de utanför fönstret så att alla kan se dem? Hur kan man veta om någonting alls finns? till exempel aprikosträden, finns de i diktarens minne eller kan man på riktigt besöka verkliga, gröna lundar, där aprikosen mognar i kvällsljusets varma solstrålar?  Sinnesintrycken kan lura och bedra, finns det någonting alls utanför dem. Möjligtvis kan människan inbilla sig ett helt universum fullt av fascinerande fenomen och händelser. Jag skriver dikter, därför existerar jag.
Alfabet är ett mästerverk, som i Norge har intagits i det Århundrets Bibliotek som Den norske bokklubben tog fram för en del år sen.

#### Sommerfugledalen
Sommerfugledalen (Fjärilsdalen) från 1991 är till sin struktur en sonettkrans, det vill säga en serie av femton sonetter, där den första sonettens slutrad återkommer som inledningsrad i sonett nummer två, vars slutrad i sin tur inleder den tredje sonetten, och så vidare. Den sista dikten, mästersonetten, består helt och hållet av slutraderna i de föregående fjorton sonetterna.
Christensen använder sig här av ett klassiskt versmått på ett liknande sätt som hon tidigare brukat matematiska talserier och permutationer: som ett system som sätter dikten i rörelse. Strukturen möjliggör två övergripande tolkningar av dikten: antingen förstår man mästersonetten som en slutpunkt, där teman och frågor som dryftats i de tidigare sonetterna når sin slutgiltiga utläggning - eller så kan mästersonetten ses som utgångspunkten, och de övriga sonetterna som utvidgningar och fördjupningar av dess tematik. I vilket fall sker ett nivåskifte mellan de första fjorton sonetten och den avslutande.
Fjärilsdalen är ett utforskande och genomskrivande av fjärilssymbolen, som har en lång tradition i (inte bara) den västerländska historien. I grekisk mytologi hade Psyche - den fysiska manifestationen av människans själ eller liv - fjärilsvingar, och kopplingen mellan fjärilen och själen har levt vidare i den lyriska traditionen. Därigenom undersöker Christensen också förhållandet mellan liv, död, och materian, bland annat i den återkommande bilden av "stoftet" som lyfts upp. Fjärilsdalen är också en epistemologisk meditation över hur världen framträder för oss och om gränserna för människans vetande. Dikten innehåller många konkreta referenser och korrekta beskrivningar av olika fjärilsarter, vars namn ofta bär spår av symbolik, och fjärilsdalen karaktäriseras således av en ständig rörelse mellan jord och himmel, materia och sinne, men utan att en dualistisk världssyn ligger bakom: allt ryms i den värld som är den enda värld som människan känner.
Mästersonetten pekar på den relationella förbindelsen mellan liv och död som en redan existerande ordning som inbegriper förhållandet mellan livsdrift och dödsångest, mellan fjärilen förstådd som "ljusets öga" och som bärare av dödens blick. Detta är en relation given oss på förhand, och ångesten inför det okända, inför det som människans vetande inte kan greppa, är ett grundvillkor för människans liv.

## Annan produktion
Christensen har också skrivit verk för barn, skådespel, radioteater och otaliga essäer. De väsentligaste essäerna har samlats i bokform i "Del af Labyrinten" år 1991 och  Hemmelighedstilstanden år 2000.
Hon är först och främst lyriker och konstituerades som en av Danmarks mest respekterade lyriker någonsin då hon upptogs i den av det danska kulturministeriet utgivna Danmarks Kulturkanon 2006.
Christensens verk har översatts till en rad olika språk, och hon har ofta nämnts som kandidat till Nobelpriset i litteratur.

## Priser och utmärkelser
- 1969 – Kritikerpriset för Det
- 1970 – Boghandlernes gyldne Laurbær för Det
- 1978 – Tagea Brandts rejselegat for kvinder
- 1983 – Søren Gyldendal-priset
- 1987 – Holbergmedaljen
- 1994 – Svenska Akademiens nordiska pris
- 1994 – Österrikiska statens pris för europeisk litteratur
- 1996 – Holger Drachmann-legatet
- 2001 – Rungstedlundprisen
- 2004 – Tomas Tranströmerpriset